# Latrunculiidae
Los latruncúlidos (Latrunculiidae) son una familia de esponjas marinas del orden Poecilosclerida. El género Latrunculia habita al sur de la Argentina en las aguas del Polo Sur, al sur de Brasil, en el Océano Pacífico, en el Sudeste Asiático, en las aguas de Nueva Zelanda, en el sur de Australia, en Rusia, en Alaska, en Islandia y en las aguas de Irlanda

## Géneros
- Cyclacanthia Samaai, Govender e Kelly, 2004
- Latrunculia du Bocage, 1869
- Sceptrella Schmidt, 1870
- Strongylodesma Lévi, 1969
- Tsitsikamma Samaai e Kelly, 2002